# Діділешть
Діділешть, Діділешті (рум. Didilești) — село у повіті Горж в Румунії. Входить до складу комуни Килнік.
Село розташоване на відстані 249 км на захід від Бухареста, 21 км на захід від Тиргу-Жіу, 94 км на північний захід від Крайови.

## Населення
За даними перепису населення 2002 року у селі проживали 96 осіб, усі — румуни. Усі жителі села рідною мовою назвали румунську.